# Іванчиха (Нижньогородська область)
Іванчиха (рос. Иванчиха) — присілок в Ветлузькому районі Нижньогородської області Російської Федерації.
Населення становить 45 осіб. Входить до складу муніципального утворення Мошкинська сільрада.

## Історія
Від 2009 року входить до складу муніципального утворення Мошкинська сільрада.

## Населення
| 1897 | 1907 | 1916 | 1999 | 2002 | 2010 |
| ---- | ---- | ---- | ---- | ---- | ---- |
| 267  | ↗324 | ↗340 | ↘59  | ↘52  | ↘45  |